# Polyosma mucronata
Polyosma mucronata är en tvåhjärtbladig växtart som beskrevs av John Raymond Reeder. Polyosma mucronata ingår i släktet Polyosma och familjen Escalloniaceae. Inga underarter finns listade i Catalogue of Life.